# 莊榮輝
莊榮輝，香港民主黨政治人物，現時為民主黨中委及新界東支部副主席，同時擔任林卓廷議員辦事處總幹事。曾經五度參選香港區議會，但均以落敗告終，被部分傳媒稱爲「黑仔王」。

## 參選經歷
莊榮輝於2003年至2015年4次區議會選舉中，於中西區出戰，但均以細微票差而落選。

### 2003年香港區議會選舉
莊榮輝在2003年香港區議會選舉出戰中西區堅摩選區，不過以7票之差落敗。

### 2007年香港區議會選舉
莊榮輝在2007年香港區議會選舉出戰中西區堅摩選區，不過以148票之差落敗。

### 2011年香港區議會選舉
2011年香港區議會選舉，莊轉戰西環選區挑戰當時初出茅廬的民建聯張國鈞，最終張國鈞以24票之差險勝莊榮輝當選。

### 2015年香港區議會選舉
莊榮輝在2015年香港區議會選舉再次在西環選區挑戰張國鈞，以113票再次落敗。及後，民主黨官方Youtube頻道上載多段「後區選」系列短片，其中莊榮輝坦言，運氣是選舉的其中一個因素，但不認為自己很黑仔，因為自己有很多熱心街坊支持。

### 2019年香港區議會選舉
至2019年香港區議會選舉，莊榮輝有意出戰西貢都善選區，但和同屬民主派的地區組織將軍澳民生關注組成員李栢棠「撞區」，而將軍澳民生關注組主席柯耀林及部分成員本身是民主黨成員。事件引發柯耀林等59名民主黨成員於選前的8月退黨，而李栢棠和莊榮輝二人亦堅持出戰都善選區。最終，角逐連任的張展鵬以2,568票，擊敗927票的李栢棠和1,741票的莊榮輝，也令莊榮輝五戰區選皆敗。

### 2020年香港立法會選舉
至2020年香港立法會選舉，莊榮輝以民主黨林卓廷競選團隊身份為其助選。但於2020年7月30日，負責裁定參選人提名的選舉主任裁定12名民主派參選人提名無效，而包括林卓廷在內的其餘參選人亦未有確認提名有效，因此莊榮輝於7月31日與沙田區議員冼卓嵐合組名單，以民主黨後備方案身份（plan B）報名參選2020年香港立法會選舉新界東地方直選選區。同日下午，行政長官林鄭月娥宣布立法會選舉延至2021年。

## 關注議題及事件

### 圍標工程問題
莊榮輝關注圍標工程，並曾經和黨友林卓廷、尹兆堅、伍凱欣，以及工黨趙恩來等合作組成全港業主反貪腐反圍標大聯盟，更以聯盟名義出選2015年香港區議會選舉。另外，莊榮輝亦曾經和林卓廷、冼卓嵐，伍凱欣一同在網絡媒體城寨主持名為「解‧圍」的電台節目，討論圍標問題。

### 個人資料被親中派網站公開
於2020年8月，《蘋果日報》報導，網上有針對《蘋果》員工及其他民主派人士的網站，未經同意公開他們的個人私隱，洩密源頭疑來自回鄉證申請紀錄或中國國家級公安機關，其中莊榮輝亦發現自己的資料在某個洩露個人私隱的網站中。莊榮輝甚至找到他早於2016年結業的教育中心辦公室電話號碼，而有關電話號碼從未被公開，懷疑涉及註冊登記的公務員。莊又表明，並不懼怕激進建制派的惡意攻擊。

## 資料來源
1. 1 2 3 4 5 6 7  吳倬安. . 香港01. 2019-11-25  [2020-08-12]. （原始内容存档于2021-02-19）.
2. ↑  民主黨. .   [2020-08-10]. （原始内容存档于2020-03-15）.
3. ↑  . 蘋果日報 (香港). 2015-09-29  [2020-08-12]. （原始内容存档于2021-06-21）.
4. ↑  .   [2020-08-10]. （原始内容存档于2017-03-07）.
5. ↑  .   [2020-08-10].
6. ↑  .   [2020-08-10]. （原始内容存档于2020-11-26）.
7. ↑  . 蘋果日報 (香港). 2020-08-07  [2020-08-12]. （原始内容存档于2021-06-21）.